# Općinska B nogometna liga Ludbreg 1984./85.
"Općinska B nogometna liga Ludbreg" za sezonu 1984./85. je bila drugi stupanj općinske lige ONS Ludbreg, te liga sedmog stupnja nogometnog prvenstva Jugoslavije. 
 
Sudjelovalo je 11 klubova, a prvak je bio "Lunkovec" iz Lunjkovca. 

## Ljestvica
| mj. | klub                            | ut. | pob. | ner. | por. | gol+ | gol- | bod     |
| --- | ------------------------------- | --- | ---- | ---- | ---- | ---- | ---- | ------- |
| 1.  | Lunkovec (Lunjkovec)            | 20  | 14   | 5    | 1    | 74   | 26   | 33      |
| 2.  | Partizan Veliki Bukovec         | 20  | 15   | 1    | 4    | 69   | 28   | 31      |
| 3.  | Razvitak Čičkovina              | 20  | 12   | 3    | 5    | 58   | 45   | 27      |
| 4.  | Poljoprivednik Kapela Podravska | 20  | 11   | 4    | 5    | 67   | 34   | 26      |
| 5.  | Proleter Mali Bukovec           | 20  | 11   | 3    | 6    | 67   | 45   | 25      |
| 6.  | Kalnik Čukovec                  | 20  | 8    | 2    | 10   | 52   | 56   | 18      |
| 7.  | Komarnica (Komarnica Ludbreška) | 20  | 5    | 4    | 11   | 32   | 54   | 14      |
| 8.  | Sloboda Županec                 | 20  | 6    | 0    | 14   | 42   | 58   | 12      |
| 9.  | Partizan Poljanec               | 20  | 5    | 4    | 11   | 37   | 68   | 12 (-2) |
| 10. | Bednja Slanje                   | 20  | 4    | 3    | 13   | 47   | 70   | 9 (-2)  |
| 11. | Croatia Dubovica                | 20  | 3    | 3    | 14   | 53   | 84   | 9       |

## Rezultatska križaljka
| kratica | klub                            | BED | CRO | KAL | KOM | LUN | PARP | PARVB | POLJ | PRO | RAZ | SLO |
| --- | ------------------------------- | --- | --- | --- | --- | --- | ---- | ----- | ---- | --- | --- | --- |
| BED | Bednja Slanje                   |     |     |     |     |     |      |       |      |     |     |     |
| CRO | Croatia Dubovica                |     |     |     |     |     |      |       |      |     |     |     |
| KAL | Kalnik Čukovec                  |     |     |     |     |     |      |       |      |     |     |     |
| KOM | Komarnica (Komarnica Ludbreška) |     |     |     |     |     |      |       |      |     |     |     |
| LUN | Lunkovec (Lunjkovec)            |     |     |     |     |     |      |       |      |     |     |     |
| PARP | Partizan Poljanec               |     |     |     |     |     |      |       |      |     |     |     |
| PARVB | Partizan Veliki Bukovec         |     |     |     |     |     |      |       |      |     |     |     |
| POLJ | Poljoprivednik Kapela Podravska |     |     |     |     |     |      |       |      |     |     |     |
| PRO | Proleter Mali Bukovec           |     |     |     |     |     |      |       |      |     |     |     |
| RAZ | Razvitak Čičkovina              |     |     |     |     |     |      |       |      |     |     |     |
| SLO | Sloboda Županec                 |     |     |     |     |     |      |       |      |     |     |     |
| |                                 |     |     |     |     |     |      |       |      |     |     |     |
| podebljan rezultat - utakmice od 1. do 11. kola (1. utakmica između klubova) rezultat normalne debljine - utakmice od 12. do 22. kola (2. utakmica između klubova) rezultat nakošen - nije vidljiv redoslijed odigravanja međusobnih utakmica iz dostupnih izvora rezultat smanjen * - iz dostupnih izvora nije uočljiv domaćin susreta prekrižen rezultat - poništena ili brisana utakmica p - utakmica prekinuta 3:0 p.f. / 0:3 p.f. - rezultat 3:0 bez borbe |                                 |     |     |     |     |     |      |       |      |     |     |     |

 Izvori: